# مونگ کامارا
مونگ کامارا (انگلیسی: Mangué Camara؛ زادهٔ ۱۵ سپتامبر ۱۹۸۲) بازیکن فوتبال اهل گینه بود.
از باشگاه‌هایی که در آن بازی کرده است می‌توان به باشگاه فوتبال روآن اشاره کرد.
وی همچنین در تیم ملی فوتبال گینه بازی کرده است.